# Sv. Ciril in Metod stopita na slovansko zemljo

Sv. Ciril in Metod stopita na slovansko zemljo je "dramski prizor", ki ga je Janez Evangelist Krek napisal leta 1885. Z njim je izpodbijal oba Tugomerja (Jurčičevega in Levstikovega), ker sta predstavljala slovansko poganstvo. V tej spevoigri Krek zavrača versko strpnost v državi. V takšnem stilu tudi predstavi akterje v svojem delu.

## OSEBE
- Svečenik
- Ljudstvo
- Dobri duhovi
- Angel slovanskega rodu
- Zli duhovi
- Sv. Ciril in Metod

## Povzetek
Slovani so zbrani okrog žrtvenika, svečenik daruje žgalni dar poganskim bogovom. Nad njimi tožijo Dobri duhovi: bedna slepota, ki ne spozna pravega Boga, nesrečno ljudstvo, ki moli stvari, žge darove v slavo hudiča in pekla, se vdaja strastem, pohoti, nečistosti. Hudobni duhovi se veselijo: med Slovani je njihova moč še neokrnjena, saj zaslepljeno ljudstvo ne ve, da samo drvi v pogin. Toda Dobri duhovi in Angel slovanskega rodu Zlim napovejo konec njihovega trinoštva: no vzhodu se bliska luč, vzdiguje se sveti križ! Prikažeta se sv. Ciril in Metod. Kot sinova slovanske matere sta prišla z željo, da bi brate iztrgala iz krempljev pekla. Čudovita dežela je to, a še lepša bo, ko bo vse prešinila ena vera, ko se bo spoštovala ena svetost in ko bo en Kristusov namestnik zavladal vsem. Brata dvigneta križ in prosita božje pomoči pri svojem poslanstvu: ko bo Kristus spet prišel na zemljo, da jo sodi pravično in brez milosti, naj bo ves slovanski rod postavljen na božjo desnico, da bomo vsi združeni v nebeški slavi!